# Come from Away
Come from Away est une comédie musicale canadienne de Irene Sankoff (en) et de David Hein (en) créée en 2013.
L'histoire se déroule dans la semaine qui suit les attentats du 11 septembre et raconte l'histoire vraie de 38 avions qui ont reçu l'ordre d'atterrir de façon inattendue dans la petite ville de Gander, dans la province de Terre-Neuve-et-Labrador, au Canada, dans le cadre de l'Opération Ruban jaune. Inspirée de personnages réels, que ce soit des habitants ou certains des 7 000 voyageurs bloqués qui ont été hébergés et nourris (et reprenant dans la plupart des cas leur véritable nom), la comédie musicale a reçu un accueil enthousiaste du public comme des critiques de par son sujet présentant « le triomphe de l'humanité sur la haine »,.
Après avoir été présentée pour la première fois au Sheridan College d'Oakville (Ontario) en conclusion d'un atelier de travail (workshop), elle est créée par la troupe professionnelle de La Jolla Playhouse (en) le 29 mai 2015 au Sheila and Hughes Potiker Theatre de San Diego (Californie) puis au Seattle Repertory Theatre, et au Ford's Theatre de Washington DC et au Royal Alexandra Theatre de Toronto en 2016. Elle fait ses débuts à Broadway au Gerald Schoenfeld Theatre le 12 mars 2017 et remporte un énorme succès au box-office. En octobre 2018, elle devient la comédie musicale canadienne la plus jouée de l'histoire de Broadway, surpassant le précédent record de The Drowsy Chaperone avec 674 représentations, totalisant 1 669 représentations au moment de sa fermeture en octobre 2022.
Une version filmée a été diffusée sur Apple TV+ en septembre 2021,.

## Synopsis
Le matin du 11 septembre 2001, les habitants de Gander (comme Claude le maire, Oz l'agent de police, Beulah l'enseignante, Bonnie et d'autres) décrivent la vie à Terre-Neuve et la façon dont ils apprennent les attaques terroristes qui ont eu lieu à New York, Washington, D.C. et Shanksville (Welcome To The Rock).
Les attaques entraînent la fermeture de l'espace aérien américain, obligeant 38 avions internationaux à être détournés et à atterrir de manière inattendue à l'aéroport de Gander, doublant la population de la petite ville de Terre-Neuve, qui n'est pas équipée pour l'afflux de voyageurs bloqués (38 Planes). Les villageois s'emploient à loger, nourrir, vêtir et réconforter près de 7 000 passagers, ainsi que 19 animaux (Blankets and Beddings). Pendant ce temps, pilotes, personnels de bord et passagers qui ne sont pas autorisés à quitter les avions, échangent des informations confuses et contradictoires sur ce qui s'est passé et pourquoi ils ont été soudainement bloqués (28 Hours / Wherever We Are).
Une fois autorisés à descendre des avions et transférés vers divers abris d'urgence dans et autour de Gander (Darkness and Trees), les passagers et l'équipage regardent les rediffusions des attaques sur les chaînes d'information et apprennent la vraie raison pour laquelle ils ont été bloqués (Lead Us Out of the Night). Certains passagers essaient désespérément de contacter leurs familles tandis que les villageois travaillent toute la nuit pour les aider de toutes les manières possibles (Phoning Home / Costume Party). Les voyageurs sont d'abord surpris par l'hospitalité inhabituelle de leurs hôtes, mais ils commencent peu  peu à nouer des liens avec eux. Les « insulaires » de Gander et des villes environnantes ouvrent leurs maisons aux « gens de l'avion », quelle que soit la race, nationalité ou orientation sexuelle de leurs invités. Beulah (de Gander) et Hannah (de New York), dont les fils sont tous deux pompiers, sympathisent. Le fils d'Hannah étant porté disparu (I Am Here), Hannah demande à Beulah de l'accompagner dans une église afin de prier, tandis qu'un certain nombre de personnages se dirigent vers d'autres lieux de culte autour de la ville (Prayer).
Pour atténuer la peur et les tensions croissantes (On the Edge), les passagers sont invités à être intronisés « Terre-Neuviens honoraires » au bar local (Heave Away/Screech In). Une gravité liée aux attaques continue néanmoins de s'installer alors que l'espace aérien américain est finalement rouvert. La pilote, Beverley Bass, explique comment sa vision autrefois optimiste du monde a soudainement changé (Me and the Sky). Alors que deux passagers commencent à développer une relation amoureuse malgré les événements terribles qui les ont réunis (Stop the World), un autre couple voit sa longue relation s'effondrer sous le stress.
Au moment du départ, passagers et équipage témoignent de la gentillesse et la générosité qui leur ont été montrées par les habitants de Terre-Neuve. Les habitants de Gander reviennent à une vie normale, mais constatent à quel point leur ville semble vide et à quel point le monde est différent. De retour chez eux, les voyageurs sont confrontés à l'horreur des conséquences des attaques - notamment Hannah, qui apprend que son fils pompier a perdu la vie lors des opérations de sauvetage (Something's Missing).
Dix ans plus tard, l'équipage et les passagers (les « venus de loin ») se retrouvent à Gander, cette fois par choix, pour célébrer les amitiés de longue date et les liens solides qu'ils ont noués malgré les circonstances (Finale). Comme résumé Claude : « Ce soir, nous honorons ce qui a été perdu, mais nous commémorons aussi ce que nous avons trouvé. »

## Fiche technique
- Titre original : Come from Away
- Livret, lyrics et musique : Irene Sankoff (en) et David Hein (en)
  - Direction musicale : Chris Ranney
  - Arrangements :  Ian Eisendrath
  - Orchestrations : August Eriksmoen;
- Mise en scène : Christopher Ashley
- Chorégraphie :  Kelly Devine
- Décors :  Beowulf Boritt
- Costumes :  Toni-Leslie James
- Coiffures :  Robert-Charles Vallance
- Lumières :  Howell Binkley
- Son : Gareth Owen
- Pays d'origine :  Canada
- Langue originale : anglais
- Dates de première représentation :
  - La Jolla Playhouse : 29 mai 2015 au Sheila and Hughes Potiker Theatre de San Diego
  - Broadway : 12 mars 2017 au Gerald Schoenfeld Theatre
- Dates de dernière représentation : 
  - La Jolla Playhouse : 5 juillet 2015
  - Broadway : 2 octobre 2022
- Nombre de représentations consécutives : 
  - Broadway : 1 669

## Distribution de la création
- Chad Kimball (en) : Garth, Kevin Tuerff et autres
- Jenn Colella (en)[b] : Annette, Beverley Bass et autres
- Joel Hatch : Claude Elliott et autres
- Rodney Hicks (en) : Bob et autres
- César Samayoa : Ali, Kevin Jung et autres
- Allison Spratt Pearce puis Kendra Kassebaum (en)[c] : Janice Mosher et autres
- Petrina Bromley[d] : Bonnie Harris et autres
- Geno Carr[e] : Oz Fudge et autres
- Rodney Hicks (en)[f] : Doug, Nick Marson et autres
- Q. Smith : Hannah O'Rourke et autres
- Sharon Wheatley (en) : Diane Gray et autres
- Astrid Van Wieren : Beulah Davis et autres

Note : les artistes ci-dessus ont participé aux productions de La Jolla, Seatlle, Washington, Toronto et Broadway de 2015 à 2022 sauf mention contraire.

## Numéros musicaux
- Welcome to the Rock – Claude et la troupe
- 38 Planes –  la troupe
- Blankets and Bedding – la troupe
- 28 Hours / Wherever We Are – la troupe
- Darkness and Trees – la troupe
- On the Bus – la troupe
- Darkness and Trees (Reprise) –  la troupe
- Lead Us Out of the Night –  la troupe
- Phoning Home –  la troupe
- Costume Party – Diane, Kevin T, Beverley, Hannah, Kevin J, Nick, Bob
- I Am Here – Hannah
- Prayer – Kevin T et la troupe
- On the Edge – la troupe
- In the Bar/Heave Away –  la troupe
- Screech In – Claude et la troupe
- Me and the Sky – Beverley et les femmes
- The Dover Fault – Nick, Diane
- Stop the World – Nick, Diane et la troupe
- 38 Planes (Reprise) / Somewhere in the Middle of Nowhere – Beverley et la troupe
- Something's Missing – la troupe
- Finale – Claude et la troupe
- Screech Out –  Orchestre

## Principales productions
- 2015 : La Jolla Playhouse (San Diego) puis Seattle
- 2016 : Washington, puis Toronto
- 2016-2022 : Broadway (New York)
- 2017 : Winnipeg puis Toronto, avec Jack Noseworthy (Garth), Eliza-Jane Scott (Annette), George Masswoh (Claude), Kevin Vidal (Bob), Ali Momen (Ali), Steffi DiDomenicantonio (en) (Janice), Kristen Peace (Bonnie), Cory O'Brien (Oz), James Kall (Doug), Saccha Dennis (Hannah), Barbara Fulton (Diane) et Lisa Horner (Beulah)
- 2018 : Tournée nord-américaine avec Andrew Samonsky (Garth), Becky Gulsvig (Annette), Kevin Carolan (Claude), James Earl Jones II (Bob), Nick Duckart (Ali), Emily Walton (Janice), Megan McGinnis (en) (Bonnie), Harter Clingman (Oz), Chamblee Ferguson (Doug), Danielle K. Thomas (Hannah), Christine Toy Johnson (Diane) et Julie Johnson (Beulah)
- 2018 : Dublin puis West End (Londres), avec David Shannon (Garth), Rachel Tucker (en)[g] (Annette), Clive Carter (en) (Claude), Nathanael Campbell (Bob), Jonathan Andrew Hume[h] (Ali), Emma Salvo (Janice), Mary Doherty (Bonnie), Harry Morrison (Oz), Robert Hands (en) (Doug), Cat Simmons (en) (Hannah), Helen Hobson (Diane) et Jenna Boyd (Beulah)
- 2019 : Tournée australienne avec Doug Hansell (Garth), Zoe Gertz (Annette), Richard Piper (Claude), Kolby Kindle (Bob), Nicholas Brown (en) (Ali), Sarah Morrison (Janice), Kellie Rode (Bonnie), Simon Maiden (Oz), Nathan Carter (Doug), Sharriese Hamilton (Hannah), Katrina Retallick (en) (Diane) et Emma Powell (Beulah)

## Adaptation en langue française
Come From Away est adaptée en français pour la première fois en 2024 à Bruxelles, dans le cadre du festival Bruxellons!. Stéphane Laporte est l'auteur de l'adaptation française.

## Distinctions

### Récompenses
- Drama Desk Awards 2017[9] : 
  - Meilleure comédie musicale
  - Meilleur second rôle féminin dans une comédie musicale pour Jenn Colella
  - Meilleur livret d'une comédie musicale pour Irene Sankoff et David Hein
- Helen Hayes Awards 2017[10] : 
  - Meilleure comédie musicale
  - Meilleure mise en scène d'une comédie musicale pour Christopher Ashley
  - Meilleur second rôle féminin dans une comédie musicale pour Jenn Colella
  - Meilleure distribution d'ensemble dans une comédie musicale
- Outer Critics Circle Awards 2017[11] :
  - Meilleure comédie musicale
  - Meilleur livret d'une comédie musicale pour Irene Sankoff et David Hein
  - Meilleure mise en scène d'une comédie musicale pour Christopher Ashley
  - Meilleure conception sonore pour Gareth Owen
  - Meilleur second rôle féminin dans une comédie musicale pour Jenn Colella
- Tony Awards 2017[12] :  Meilleure mise en scène d'une comédie musicale pour Christopher Ashley
- Laurence Olivier Awards 2019 :
  - Meilleure comédie musicale originale
  - Contribution exceptionnelle dans le domaine de la musique pour David Hein, Irene Sankoff, Ian Eisendrath, August Eriksmoen, Alan Berry  et l'ensemble de la distribution
  - Meilleure conception sonore pour Gareth Owen
  - Meilleure chorégraphie pour Kelly Devine

### Nominations
- Chita Rivera Awards 2017[13] : 
  - Meilleure distribution d'ensemble
  - Meilleure chorégraphie pour Kelly Devine
- Drama Desk Awards 2017[9] : 
  - Meilleure mise en scène d'une comédie musicale pour Christopher Ashley
  - Meilleure chorégraphie pour Kelly Devine
  - Meilleurs lyrics pour Irene Sankoff et David Hein
  - Meilleur musique pour Irene Sankoff et David Hein
  - Meilleures orchestrations pour August Eriksmoen
  - Meilleurs costumes d'une comédie musicale pour Toni-Leslie James
- Drama League Awards 2017[14] : Meilleure production à Broadway ou off-Broadway
- Helen Hayes Awards 2017[10] :
  - Meilleur second rôle féminin dans une comédie musicale pour Kendra Kassebaum
  - Meilleur second rôle féminin dans une comédie musicale pour Alyssa Wilmoth Keegan
  - Meilleur second rôle féminin dans une comédie musicale pour Q. Smith
  - Meilleur second rôle féminin dans une comédie musicale pour Astrid Van Wieren
  - Meilleur second rôle masculin dans une comédie musicale pour Joel Hatch
  - Meilleur second rôle masculin dans une comédie musicale pour Rodney Hicks
  - Meilleur second rôle masculin dans une comédie musicale pour Chad Kimball
  - Meilleure chorégraphie d'une comédie musicale pour Kelly Devine
  - Meilleure direction musicale pour Ian Eisendrath
  - Meilleure conception sonore pour Gareth Owen
- Outer Critics Circle Awards 2017[11] :
  - Marjorie Gunner Award de la meilleure partition pour Irene Sankoff et David Hein
  - Meilleure chorégraphie pour Kelly Devine
- Tony Awards 2017[12] :
  - Meilleure comédie musicale
  - Meilleur livret pour Irene Sankoff et David Hein
  - Meilleure partition originale pour Irene Sankoff et David Hein
  - Meilleure chorégraphie pour Kelly Devine
  - Meilleures lumières d'une comédie musicale pour Howell Binkley
  - Meilleur second rôle féminin dans une comédie musicale pour Jenn Colella
- Grammy Awards 2018 : Meilleur album de comédie musicale[15],[16]
- Laurence Olivier Awards 2019 :
  - Meilleure mise en scène d'une comédie musicale pour Christopher Ashley
  - Meilleures lumières d'une comédie musicale pour Howell Binkley
  - Meilleur second rôle féminin dans une comédie musicale pour Rachel Tucker
  - Meilleur second rôle masculin dans une comédie musicale pour Clive Carter
  - Meilleur second rôle masculin dans une comédie musicale pour Robert Hands